# Instrumentenflugbedingungen
Instrumentenflugbedingungen oder englisch instrument meteorological conditions (IMC) sind Flugwetterbedingungen, die das Fliegen nach Instrumenten und damit auch nach den Regeln für den Instrumentenflug (Instrument Flight Rules, IFR) erforderlich machen. Grundsätzlich müssen drei Voraussetzungen erfüllt sein um einen Flug in IMC sicher durchführen zu können:
- Der Pilot muss eine gültige Instrumentenflugberechtigung besitzen.
- Das Luftfahrzeug muss für das Fliegen nach Instrumentenflugregeln (IFR) zugelassen sein.
- Der Flug findet unter IFR statt (Flugplan, Überwachung durch die Flugverkehrskontrolle).

Ist mindestens eine der drei Voraussetzungen nicht gegeben, kann ein Wetterwechsel von Sichtflugbedingungen (VMC), bei denen Fliegen nach Sichtflugregeln möglich ist, hin zu Instrumentenbedingungen eine unsichere Situation auslösen. Zudem ist dann das Einfliegen in IMC rechtswidrig. Unbeabsichtigtes oder leichtsinniges Einfliegen in IMC ist eine Ursache für schwere Unfälle in der Allgemeinen Luftfahrt. Das Weiterfliegen in Bedingungen des IMC insbesondere fehlende Sicht auf den Horizont führt bei reinen VFR-Fliegern zu Desorientierung über Fluglage und Höhe, was zu falschen Steuereingaben und dann zu Kontrollverlust oder Kollision mit der Oberfläche führen kann, letzteres wird in der Fliegersprache als Controlled flight into terrain (CFIT) bezeichnet.